# Code van Bordeaux
De Code van Bordeaux is een bundeling van regels, richtlijnen en normen die gelden voor de werkwijze van beroepsmatig journalisten wereldwijd, waaraan men zich vrijwillig kan conformeren. De Code werd in april 1954 aangenomen door de Internationale Federatie van Journalisten op een congres in Bordeaux in Frankrijk. In 1986 is de Code geamendeerd met een negende artikel over racisme, dat als artikel 7 werd toegevoegd. De Code kreeg een nieuwe naam: Global Charter of Ethics for Journalists.
De verklaring geldt als een standaard voor beroepsgedrag van journalisten in hun werkzaamheden van het verzamelen, verspreiden en commentariëren van nieuws en inlichtingen en in het beschrijven van gebeurtenissen.

## Achtergrond
Voor mensen die het beroep van journalist uitoefenen en als zodanig zijn geaccrediteerd, gelden in veel landen wereldwijd, met name in democratische landen, bepaalde beroepsregels. Deze zijn vaak niet in officiële wet- en regelgeving vastgelegd, maar in privaatrechtelijke gedragscodes. De ethische regels voor journalisten zijn op verschillende plaatsen terug te vinden. De Code van Bordeaux, inmiddels omgedoopt in: Global Charter of Ethics for Journalists, is een uitgebreide internationale bundeling van normen. In Nederland is er de Code voor de Journalistiek en de Leidraad van de Raad voor de Journalistiek. Daarnaast hebben sommige kranten en journalistieke programma’s hun eigen beroepsnormen schriftelijk vastgelegd, bijvoorbeeld in een redactiestatuut of een eigen code.

## De code
1. Eerbied voor waarheid en voor het recht van het publiek op waarheid is de eerste plicht van de journalist.
2. Bij het nakomen van deze plicht zal de journalist opkomen voor de volgende twee beginselen: vrijheid in verantwoord bijeenbrengen en publiceren van nieuws, en het recht van fair commentaar en kritiek.
3. De journalist doet zijn berichtgeving alleen berusten op feiten waarvan hij de bron kent. Hij zal wezenlijke informatie niet achterwege laten en geen documenten vervalsen.
4. Bij het verkrijgen van nieuws, foto's en documenten zal hij op faire wijze te werk gaan.
5. Hij zal bereid zijn elke verstrekte informatie die schadelijk onnauwkeurig blijkt, op royale wijze recht te zetten.
6. Hij zal het beroepsgeheim in acht nemen ten aanzien van de bron van in vertrouwen verkregen informatie.
7. De journalist zal zich bewust zijn van het gevaar van door media verspreide discriminatie, en zal al het mogelijk doen om discriminatie te voorkomen, gebaseerd op, o.a., ras, sekse, seksuele geaardheid, taal, godsdienst, politieke of andere meningen en nationale of sociale afkomst. (Dit voorschrift is in 1986 ingevoegd, zodat de oorspronkelijke artikels 7 en 8 opschoven en 8 en 9 werden.)
8. Hij zal als ernstige journalistieke vergrijpen beschouwen:
  1. plagiaat
  2. laster, smaad, belediging en ongegronde beschuldigingen
  3. het aanvaarden van steekpenningen, in welke vorm ook, voor het verrichten of het achterwege laten van enige publicatie
  4. het kwaadwillig geven van een valse voorstelling van zaken ("malicious misrepresentation").[3]
9. Iedere journalist die deze aanduiding waardig is, beschouwt het als zijn plicht bovenstaande beginselen oprecht in acht te nemen. Met inachtneming van de algemene wetgeving van zijn land zal hij in beroepszaken slechts de rechtspleging van zijn vakgenoten erkennen; hij verwerpt elke tussenkomst van overheidspersonen of anderen.

WAARSCHUWING - geplaatst 19 juni 2024: hier ontbreken zeven artikelen, zie hieronder de externe link voor de meest actuele en correcte tekst.

## Interpretatie van de code
De wijze waarop de code geïnterpreteerd wordt is deels afhankelijk van de (lokale) journalistieke cultuur. In Nederland is het bijvoorbeeld gebruikelijk dat een geïnterviewde (een deel van) het artikel ter inzage krijgt om feiten eventueel te corrigeren. In de Verenigde Staten is het juist omgekeerd: een geïnterviewde wordt letterlijk geciteerd, maar krijgt het artikel niet voorafgaand aan publicatie te zien. Amerikaanse journalisten die wel op een dergelijk verzoek tot inzage ingingen, werden ontslagen. Feiten worden door speciale controleurs geverifieerd. Overigens is het in Nederland niet de bedoeling dat een geïnterviewde de schrijfstijl van de journalist herschrijft, dit wordt doorgaans niet door de desbetreffende journalist geaccepteerd.